# Jeff Ross
Pour les articles homonymes, voir Ross.
Jeffrey Ross Lifschultz, dit Jeff Ross, né le 13 septembre 1965 dans le comté d'Union (New Jersey), est un humoriste, acteur et producteur de cinéma américain. Surnommé le « Roastmaster General » en référence à ses roasts, il est une personnalité phare du programme Comedy Central Roast sur Comedy Central.

## Biographie

### Début de carrière à New York
Ross grandit à Newark (New Jersey) et est diplômé de l'université de Boston en production cinématographique. Il s'installe par la suite à New York, où il profite dès 1994 des soirées de scène libre au Boston Comedy Club pour pratiquer son stand-up. Ross se produit avec le temps dans les sites les plus renommés de la ville, notamment le Comedy Cellar et Stand Up NY. En 1995, il est invité au New York Friars Club pour participer à un roast de l'acteur Steven Seagal. Le succès est tel que Ross devient un invité récurrent du lieu, où il gagne le titre de « Roastmaster General »,.

### Ascension au niveau national
En 1998, le roast de Drew Carey au Friars Club par Jeff Ross est retransmis à la télévision par Comedy Central. L'année suivante, alors que le roast de Jerry Stiller par Ross fait grand bruit, il est engagé par Jimmy Kimmel comme scénariste pour son émission The Man Show, également sur Comedy Central. Lors de la 72e cérémonie des Oscars du cinéma, en 2000, certaines pointes du monologue de Billy Crystal sont écrites par Ross.

### Figure de l'humour américain
En 2003, Comedy Central lance Comedy Central Roast, émission à laquelle Jeff Ross participe sans interruption depuis 2005. Parmi les roastees les plus célèbres se trouvent notamment William Shatner (2006), Flavor Flav (2007), Bob Saget (2008), Larry the Cable Guy (2009), Joan Rivers (2009), David Hasselhoff (2010), Donald Trump (2011), Charlie Sheen (2011), Roseanne Barr (2012), James Franco (2013), Justin Bieber (2015), Rob Lowe (2016), Bruce Willis (2018) et Alec Baldwin (2019). En 2017, à la suite de l'élection présidentielle de 2016 qui voit la victoire de Donald Trump, promettant de construire un mur frontalier afin d'enrayer l'immigration illégale en provenance de l'Amérique centrale, Jeff Ross organise sur Comedy Central un roast de la frontière entre les États-Unis et le Mexique.
En 2006, le premier documentaire qu'il réalise, Patriot Act: A Jeffrey Ross Home Movie, gagne le prix du meilleur film au Festival du film de Juste pour rire à Montréal,. Il publie son premier livre, intitulé I Only Roast the Ones I Love: Busting Balls Without Burning Bridges, en 2009. En 2012, il crée et présente l'émission The Burn with Jeff Ross pour Comedy Central, qui est diffusée pour deux saisons jusqu'en 2013. Depuis 2016, il présente également Jeff Ross Presents Roast Battle sur la chaîne.